# Bouřlivé víno
Bouřlivé víno je hořká filmová komedie režiséra Václava Vorlíčka z roku 1976 s Vladimírem Menšíkem v hlavní roli. Popisuje události ve fiktivní jihomoravské vesnici Pálavice v roce 1968.

## Děj
Do Pálavic na jižní Moravě přišlo jaro 1968. Předseda JZD a vinařský odborník Michal Janák (Vladimír Menšík) odmítá vstoupit do obnoveného vinařského podniku VIDRUPA a to rozdělí vesnici na dva tábory. Michal chce i nadále pěstovat vinnou révu a zakládat vinice pro další generace. Jeho odpůrci by chtěli rychle zbohatnout. Když do vesnice přijede emigrant Jožka Hrdlička (Jiří Vala), který chce získat peníze podvodem na Vidrupě, přistoupí podnikatelé na jeho hru a sami mu nabízejí peníze i dcery. Proti Janákovi zorganizují v obci anketu za účelem jeho odstranění z funkce předsedy. Nakonec právě Michal zachrání Vidrupě peníze včasným odhalením podvodníka Hrdličky. Anketa zkrachuje a Michal obhájí pozici předsedy JZD.
Film je částečně propagandisticky zaměřen. Má vytvořit dojem, že rok 1968 (obrodný proces a demokratizace) byl pro Československo chybnou cestou a vedl do slepé uličky.

## Obsazení
| Vladimír Menšík           | předseda družstva Michal Janák                       |
| Božidara Turzonovová      | agronomka Kateřina Mlčochová (mluví Libuše Švormová) |
| Jiří Vala                 | emigrant Josef Hrdlička                              |
| Čestmír Řanda             | inženýr Stanislav Houkal                             |
| Slávka Budínová           | Manča Houkalová, Stanislavova žena                   |
| Eva Trejtnarová-Hudečková | květinářka Eva, dcera Houkalových                    |
| Jaroslav Moučka           | tajemník MNV Vilém Mlčoch, Kateřinin otec            |
| Zdeněk Kryzánek           | Kvasnička starší                                     |
| Rudolf Jelínek            | inženýr Břetislav, Kvasničkův syn                    |
| Iva Janžurová             | družstevnice Růžena Šmejkalová                       |
| Lucie Žulová              | Blanka, Kvasničkova dcera                            |
| Oldřich Vykypěl           | předseda ZO KSČ Cyril Rosický                        |
| Otto Šimánek              | Kyselý                                               |
| Lubomír Kostelka          | ochotník Řezníček                                    |
| Bolek Skalski             | Karlík, Janákův syn                                  |
| Vladimír Hlavatý          | děda, Janákův otec                                   |
| Josef Hlinomaz            | Vilda Beran, Hrdličkův kamarád                       |
| Jiří Lír                  | farář                                                |
| Zdeněk Dítě               | vedoucí vinárny Rudolf Zvěřina                       |
| Vítězslav Jandák          | vedoucí beatové skupiny Franta Zavřel                |
| Jiří Hrzán                | družstevník Zezulák, člen beatové skupiny            |
| Jan Kraus                 | družstevník Osička, člen beatové skupiny             |
| Jan Kuželka               | družstevník Pavlata, člen beatové skupiny            |
| Josef Beyvl               | děda Jožka Vymětal                                   |
| František Filipovský      | děda Gustav Maruštík                                 |
| Marie Motlová             | Maruštíkova žena                                     |
| Marie Brožová             | teta Hrdličky                                        |
| Jan Skopeček              | Rosík, člen Vidrupy                                  |
| Bohuslav Čáp              | Forýtek, člen Vidrupy                                |
| Ladislav Trojan           | Harašta, člen Vidrupy                                |
| Svatopluk Skládal         | Ondruška, člen Vidrupy                               |
| Zdeněk Kutil              | družstevník Líbal                                    |
| Adolf Filip               | družstevník Zelinka                                  |
| Václav Sloup              | traktorista Kuna                                     |
| Oldřich Velen             | funkcionář Krajského národního výboru                |
| Oldřich Vlach             | vedoucí ochotníků Bláha                              |
| Eva Svobodová             | družstevnice Zavřelová                               |
| Pavla Maršálková          | Dvořáčková, Mlčochova sestra                         |
| Zora Jiráková             | Kvasničkova žena, matka Blanky                       |
| Henrietta Kohoutová       | Dáša Sirotková                                       |
| Viktor Maurer             | recepční hotelu Sport                                |
| Karel Augusta             | hostinský Tureček                                    |
| Vladimír Krška            | rakouský hostinský Pospíšil                          |
| Jindřich Narenta          | bankovní úředník                                     |
| Míla Myslíková            | družstevnice Vaďurová                                |
| Věra Tichánková           | družstevnice Zavadilová                              |
| Gabriela Wilhelmová       | družstevnice Nechvátalová                            |
| Žofie Veselá              | ochotnice Vlasta Boháčová                            |

## Návštěvnost
- Od své premiéry v dubnu 1976 až do 31.12.1987 vidělo film v českých kinech v rámci 6 443 představení celkem 632 333 diváků.[1]